# Platydoras
Platydoras là một chi cá bản địa Nam Mỹ trong họ Doradidae thuộc Bộ Cá da trơn.

## Các loài
Có 05 loài đã được ghi nhận trong chi này:
- Platydoras armatulus (Valenciennes, 1840) (Southern striped raphael)
- Platydoras brachylecis Piorski, Garavello, Arce H. & Sabaj Pérez, 2008
- Platydoras cataphractus (Linnaeus, 1758) (Spiny catfish) [1]
- Platydoras costatus (Linnaeus, 1758) (Raphael catfish)
- Platydoras hancockii (Valenciennes, 1840) (Blue-eye catfish)